# لینیا
لینیا نام شهری در چاد است که به خاطر بازار بزرگ خود شهرت دارد.